# Sekirnik
Sekirnik (makedonska: Секирник) är en ort i Nordmakedonien. Den ligger i kommunen Bosilovo, i den östra delen av landet, 130 kilometer sydost om huvudstaden Skopje. Sekirnik ligger 221 meter över havet och antalet invånare är 1 222.